# Сосница (приток Западной Двины)
Со́сница (бел. Со́сніца) — река в Белоруссии, протекает по территории Полоцкого района Витебской области, правый приток реки Западной Двины. Длина реки — 39 км, площадь водосборного бассейна — 394 км², среднегодовой расход воды в устье — 2,8 м³/с.
Река вытекает из озера Сосно (другое название — Лешно), течёт по Полоцкой низменности. Генеральное направление течения — юго-запад. В верховьях течёт по заболоченной, лесистой местности, к бассейну реки принадлежит большое число озёр. Долина реки невыразительная, склоны низкие. Русло извилистое, шириной 3-5 метров в верхнем течении и 7-9 метров в нижнем.
Крупнейшие притоки — Стурлыги (правый); Соснянка (левый).
Сосница протекает ряд сёл и деревень: Котляны, Домники, Збродовичи, Смориги, Липовая, Артюхи, Плеханы, Лазари, Прудок.
Впадает в Западную Двину у деревни Сосница в 15 км к юго-востоку от центра Полоцка.